# Plast (scoutisme)
Cet article concerne l'organisation ukrainienne. Pour la ville russe, voir Plast.
Plast, de son nom complet Organisation scoute nationale Plast d'Ukraine (en ukrainien : Пласт Національна Скаутська Організація України) est la plus grande organisation scoute d'Ukraine. Elle est fondée en 1911, décline en raison des répressions à partir des années 1920, avant de réapparaître en 1990.

## Historique
Des organisations scoutes commencent à naître dans l'Empire russe et en Autriche-Hongrie peu après l'invention du concept de scoutisme par Robert Baden-Powell au début du XXe siècle. Elles s'implantent en Ukraine à partir de 1909 et le nombre de leurs membres grimpe rapidement, pour atteindre 50 000 en 1917. Les activités scoutes, d'abord désorganisées, se structurent progressivement suivant le modèle de Baden-Powell.
L'Organisation de la jeunesse ukrainienne Plast est fondée en 1911 par Oleksandr Tyssovsky, Ivan Chmola et Petro Franko à Lviv ; son nom provient de la culture des Cosaques zaporogues et désignait les jeunes éclaireurs qui avançaient en restant dissimulés. Ils imaginent le Plast comme « une organisation de scoutisme ukrainienne fondée sur les principes généraux du scoutisme, adaptés aux besoins et aux intérêts des jeunes Ukrainiens » et estime qu'il doit transmettre des valeurs patriotiques ukrainiennes. Ils codifient l'organisation en 1913 par deux ouvrages qui définissent ses fondements et ses activités. 
Avec la Première Guerre mondiale, l'activité du Plast diminue. Une section féminine est toutefois créée en 1915. De 1918 à 1920, Plast opère sous l'autorité de la Société nationale ukrainienne de protection de l'enfance et de l'adolescence. À partir de 1921, l'organisation s'implante dans les régions d'Ukraine occidentale et accueille des jeunes de 7 ans jusqu'à plus de 30 ans. Elle développe un réseau structuré d'organisations liées également aux établissements scolaires et à Prosvita. En 1930, l'organisation Plast compte plus de 6 000 membres. 
La Pologne est cependant inquiète de l'influence du Plast sur le nationalisme ukrainien, de nombreux jeunes scouts rejoignant ensuite les rangs de mouvements nationalistes. Le gouvernement polonais restreint progressivement son activité à partir de 1924, jusqu'à l'interdire complètement sur le territoire contrôlé par la Pologne en 1930. Les textes liés au Plast sont interdits, ses propriétés confisquées et beaucoup de ses dirigeants arrêtés, ce qui force l'organisation à réduire ses activités et opérer en secret, via des organisations annexes comme la Société hygiénique ukrainienne, afin d'échapper aux poursuites. Par la suite, le mouvement est également réprimé par l'Allemagne nazie lors de son occupation pendant la Seconde Guerre mondiale, mais ses activités continuent grâce notamment aux Sociétés ukrainiennes d'éducation de la jeunesse. À partir de 1944, l'occupation soviétique de l'ouest de l'Ukraine met définitivement fin aux activités du Plast. 
En 1990, l'organisation est recréée sous le nom d'Organisation scoute nationale Plast d'Ukraine. Elle est active dans les grandes villes d'Ukraine, mais aussi parmi la communauté ukrainienne de Pologne et de Slovaquie, ainsi qu'à l'étranger. En date d'octobre 1991, l'organisation est indépendante de l'Organisation mondiale du mouvement scout. 

## Organisation

### Activités
Plast organise principalement des activités sportives et culturelles d'extérieur à destination des jeunes Ukrainiens et Ukrainiennes ; elle peuvent prendre la forme de séjours d'été et suivent les principes du scoutisme. L'organisation compte plusieurs compagnies, qui organisent des activités thématiques différentes (ski, sports aquatiques, événements culturels, conférences, etc.),. 
L'organisation se donne également pour objectif de « promouvoir l'éducation patriotique de la jeunesse ukrainienne » à travers des activités liées à l'identité ukrainienne. 

### Direction et gestion
Le mouvement est dirigé à l'échelle nationale par un Chef scout (en ukrainien : Nachalnyi plastun). De 1947 à 1962, il s'agit de Severyn Levytsky, puis Iouriy Starossolsky occupe ces fonctions de 1972 à 1991. Enfin, Lioubomyr Romankiv dirige le Plast de 1997 à 2016.
L'organisation est divisée administrativement en trois niveaux : des districts (okruhy), des branches ou « zones » (mistsevosti) et des huttes (kureni). Une hutte, plus petite division, accueille jusqu'à une trentaine de personnes environ.

### Identité visuelle

Le logo du Plast sur un fond vert.

Le mouvement est reconnaissable par son symbole, composé d'une fleur de lys et du trident caractéristique des armoiries de l'Ukraine, entremêlés. Le lys symbolise par ses trois pétales les trois devoirs du scout ukrainien : être loyal envers Dieu et l'Ukraine, aider son prochain et respecter les règles du Plast. 
Chaque membre porte également un uniforme de scout identique, qui a pour but de gommer les différences sociales entre les jeunes. 

## Le Plast à l'étranger
Lors de la domination communiste de toute l'Ukraine après la Seconde Guerre mondiale, l'organisation Plast est active à l'étranger, en particulier dans le bloc de l'Ouest. Environ 4 800 personnes en sont alors membres au sein de la diaspora ukrainienne. Des organes de direction s'établissent, comme le HPR et le HPB, et l'émigration de nombreux Ukrainiens fait prospérer le mouvement en Australie, au Canada, au Royaume-Uni ou en Argentine. À l'étranger, le Plast est régi par la Conférence des organisations du Plast ukrainien (KUPO).